# The Palace of Auburn Hills
The Palace of Auburn Hills, spesso chiamato semplicemente The Palace, è stato un palazzetto per lo sport e intrattenimento situato a Auburn Hills, Michigan. Il primo concerto tenuto al Palace fu del cantante Sting il 13 agosto 1988.
Sin dall'apertura nel 1988 l'indirizzo dell'arena è cambiato continuamente: l'ultimo è stato 6 Championship Drive, indicando i 3 titoli NBA dei Detroit Pistons e i 3 titoli WNBA delle Detroit Shock. L'indirizzo originale era 3777 Lapeer Road.
Il Palace, in passato la più grande arena NBA con ben 22.076 posti, non ha mai venduto i diritti di denominazione ad uno sponsor (unico stadio NBA insieme al Madison Square Garden) ed è stata una delle 8 arene NBA di proprietà della rispettiva squadra. È stato demolito l’11 luglio 2020.